# Daniel Evans
Daniel Evans (født 23. maj 1990 i Solihull, West Midlands, Storbritannien) er en professionel mandlig tennisspiller fra Storbritannien.